# Łozowa (obwód chmielnicki)
Łozowa (ukr. Лозова) – wieś na Ukrainie, w obwodzie chmielnickim, w rejonie chmielnickim, w hromadzie Wołoczyska. W 2001 liczyła 799 mieszkańców, spośród których 792 wskazało jako ojczysty język ukraiński, a 7 rosyjski.
W pobliżu znajduje się przystanek kolejowy Łozowa, położony na linii Odessa – Lwów.